# Liste der Wappen in Bad Salzuflen
Die Liste der Wappen in Bad Salzuflen zeigt die Wappen der lippischen Stadt Bad Salzuflen in Nordrhein-Westfalen, der im Zuge der Umsetzung des „Gesetzes zur Neugliederung des Landkreises Lemgo“ zur neuen Stadt Bad Salzuflen zusammengeschlossen ehemaligen Städte und Gemeinden und im Stadtgebiet wohnender Familien.

## Bad Salzuflen
Bad Salzuflen
Das Bad Salzufler Stadtwappen zeigt in Blau einen sechseckigen roten Brunnenschacht mit zwei silbernen (weißen) Galgenbäumen, an denen vorn ein steigender, hinten ein sinkender goldener (gelber) Eimer hängt, darüber ein goldener (gelber) achtstrahliger Stern. Es wurde am 31. März 1970 durch den Regierungspräsidenten in Detmold zuletzt genehmigt. Das seit dem 16. Jahrhundert nachgewiesene Wappen geht auf ein Siegel aus dem Jahr 1375 zurück. Der Brunnen weist auf die Salzquellen hin und der Stern auf die ehemalige Zugehörigkeit zur Grafschaft Sternberg.

## Ehemalige Stadt mit eigenem Wappen
Schötmar
Das Wappen zeigt in grün ein schwarzes Zahnrad, begleitet oben und unten von je einem silbernen Wellenbalken. Das Wappen wurde der Stadt am 1. April 1921 durch die Lippische Landesregierung verliehen. Die Farbe grün steht für Feld und Wald, das Zahnrad für die industrielle Entwicklung, die beiden Wellenbalken für die Flüsse Bega und Werre.

## Ehemalige Gemeinden mit eigenem Wappen
Gemeinde Retzen
In Gold (Gelb) ein mit drei goldenen (gelben) Schilfkolben belegter erhöhter blauer Schräglinksbalken. Das Wappen wurde der Gemeinde am 16. Juli 1963 durch den Innenminister des Landes Nordrhein-Westfalen verliehen. Es bezieht sich auf Rethar (Ried, Schilf) eine mögliche Ableitung von Retzen. Die Schilfkolben stehen somit redend für den Ortsnamen.
Gemeinde Wüsten
Das Wappen zeigt in blau über silbernem, mit der roten lippischen Rose belegten Schildfuß, einen golden bewurzelten Eichenstubben, der neue Blätter und Früchte trägt. Das von Kurt Herold entworfene Wappen wurde der Gemeinde am 26. Juni 1961 durch den Innenminister des Landes Nordrhein-Westfalen verliehen. Es symbolisiert die Entstehung einer neuen lippischen Siedlung (Lippische Rose) aus abgeholztem Waldgebiet.

## Familienwappen
Adelsgeschlecht Ribbentrop
1823: Geviert mit Herzschild; in Blau auf abgeledigtem grünem Boden ein silbernes Lamm. 1 und 4 in Blau auf grünem Boden ein rechts gekehrter geharnischter Bogenschütze, 2 und 3 sechs rechts gekehrte goldene Pfeile übereinander, überdeckt durch einen schräglinks gestellten goldenen Köcher. Auf dem gekrönten Helm mit rechts blau-silbernen, links rot-goldenen Decken ein natürlicher Kranich mit einem goldenen Stein in der erhobenen Rechten.
1826: In Gold auf abgeledigtem grünem Boden ein silbernes Lamm. Auf dem gekrönten Helm mit grün-goldenen Decken der Kranich (wie oben).
1884: Geteilt: Oben in Rot ein auf der Teilungslinie schreitendes silbernes Lamm, unten in Silber zwei aufwärtsgerichtete schwarze Kanonenrohre. Auf dem Helm mit rechts rot-silbernen, links schwarz-silbernen Decken der Kranich (wie oben).
Adelsgeschlecht Stietencron
In Blau ein silberner Pfahl, welcher rechts von einem einwärts gekehrten, goldenen Halbmond mit Gesicht und links von drei untereinanderstehenden, sechsstrahligen, goldenen Sternen begleitet wird.
Adelsgeschlecht von Lengerke
Hetland
Wappen der Familie Hetland in Wüsten

## Einzelnachweis
1. 1 2  J. A. / Konrad Tyroff (Hg.),  Wappenbuch der Preussischen Monarchie, Band IV, Nürnberg 1846, Tafel 33